# تاريخ سيناء
سيناء هي شبه جزيرة صحراوية تشكل الجزء الآسيوي من مصر حيث تربط أفريقيا بآسيا عبر الحد المشترك مع فلسطين شرقا. ويحدها من الشرق فالق الوادي المتصدع الممتد من كينيا عبر القرن الأفريقي إلى جبال طوروس بتركيا. وهذا الفالق يتسع بمقدار 1 بوصة سنويًا

## تاريخ سيناء القديم
الوضع الجغرافي لسيناء كان له تأثيره علي التوزيع السكاني، بل من الملاحظ أنه كان له أيضا تأثير علي الاسم الذي أخذته سيناء. فهناك خلاف بين المؤرخين حول أصل كلمة «سيناء»، فقد ذكر البعض أن معناها «الحجر» وقد أطلقت علي سيناء لكثرة جبالها، بينما ذكر البعض الآخر أن اسمها في الهيروغليفية القديمة «توشريت» أي أرض الجدب والعراء، وعرفت في التوراة باسم «حوريب»، أي الخراب. لكن المتفق عليه أن اسم سيناء، الذي أطلق علي الجزء الجنوبي من سيناء، مشتق من اسم الإله «سين» إله القمر في بابل القديمة حيث انتشرت عبادته في غرب آسيا وكان من بينها فلسطين، ثم وافقوا بينه وبين الإله «تحوت» إله القمر المصري الذي كان له شأن عظيم في سيناء وكانت عبادته منتشرة فيها./ref>
```
ومن خلال نقوش 
سرابيط الخادم
 والمغارة يتضح لنا أنه لم يكن هناك اسم خاص لسيناء، ولكن يشار إليها أحياناً بكلمة «بياوو» أي المناجم أو «بيا» فقط أي «المنجم»، وفي المصادر المصرية الآخري من عصر الدولة الحديثة يشار إلي سيناء باسم «خاست مفكات» وأحياناً «دومفكات» أي «مدرجات الفيروز».
[
9
]
[
10
]
[
11
]
```

أما كلمة الطور التي كانت تطلق علي سيناء في المصادر العربية، فهي كلمة أرامية تعني «الجبل»، وهذا يعني أن طور سيناء تعني «جبل القمر»، وكان قدماء المصريين يطلقون علي أرض الطور اسم «ريثو» بينما يطلقون علي البدو في تلك المنطقة بصفة عامة اسم «عامو».
وقد ظل الغموض يكتنف تاريخ سيناء القديم حتي تمكن بتري Petri عام 1905 من اكتشاف اثني عشر نقشا عرفت «بالنقوش السينائية»، عليها أبجدية لم تكن معروفة في ذلك الوقت، وفي بعض حروفها تشابه كبير مع الهيروغليفية، وظلت هذه النقوش لغزا حتى عام 1917 حين تمكن عالم المصريات جاردنر Gardinar من فك بعض رموز هذه الكتابة والتي أوضح أنها لم تكن سوي كتابات كنعانية من القرن الخامس عشر قبل الميلاد من بقايا الحضارة الكنعانية القديمة في سيناء.
والواضح أنه خلال الدولة القديمة كانت هناك صلة بين سيناء ووادي النيل، ولعبت سيناء في ذلك التاريخ دورا مهما كما يتضح من نقوش وادي المغارة وسرابيط الخادم. فقد كانت سيناء بالفعل «منجما» للمواد الخام كالنحاس والفيروز الذي يستخرج المصريون القدماء ما يحتاجونه في الصناعة، كما كان سكان شمال سيناء وهم «الهروشاتيو» (أي أسياد الرمال)، وجنوبها وهم «المونيتو» الذين ينسبون لساميي اللغة، كانوا يشتغلون بالزراعة حول الآبار والينابيع، فيزرعون النخيل والتين والزيتون وحدائق الكروم، كما يشتغلون بحرف الرعي علي العشب المتناثر في الصحراء، ويرتادون أسواق وادي النيل فيبيعون فيه ما عندهم من أصواف وعسل وصمغ وفحم ويستبدلونه بالحبوب والملابس، كما كانت الحملات الحربية تخرج من مصر في بعض الأحيان لتأديب بعض البدو في سيناء نتيجة الغارات التي كانوا يشنونها علي الدلتا.
وتدل آثار سيناء القديمة علي وجود طريق حربي قديم وهو طريق حورس الذي يقطع سيناء، وكان هذا الطريق يبدأ من القنطرة الحالية، ويتجه شمالاً فيمر علي تل الحي ثم بير رومانة بالقرب من المحمدية، ومن قطية يتجه إلي العريش، وتدل عليه بقايا القلاع القديمة كقلعة ثارو، ومكانها الآن «تل أبو سيفة»، وحصن «بوتو» سيتي الذي أنشأه الملك سيتي الأول، الذي يقع الآن في منطقة قطية.
ولم تقتصر أهمية سيناء من الناحية التاريخية في تلك الفترة علي ما تسجله تلك النقوش، ولكن ارتبط اسمها أيضا بقصة خروج بني إسرائيل The Exidous من مصر وتجولهم في صحراء سيناء.ref>
وخلال العصرين اليوناني والروماني استمرت سيناء تلعب دورها التاريخي، فنشأت فيها العديد من المدن التي سارت علي نمط المدن اليونانية، والتي كان أشهرها هي مدينة البتراء Petra، وهي مدينة حجرية حصينة في وادي موسى، كانت مركزا للحضارة النبطية التي نسبت إلي سكانها من الأنباط، وهناك خلاف كبير حول أصل الأنباط، والمرجح أنهم من أصول عربية نزحت من الحجاز، لأن أسماء بعض ملوكهم كانت أسماء عربية كالحارث وعبادة ومالك.
وقد استخدم النبطيون طرق التجارة، وعدنوا الفيروز في وادي المغارة والنحاس في وادي النصب، وكانوا يزورون الأماكن المقدسة في جبلي موسى وسربال، كما سكن رهبان من البتراء دير سانت كاترين في صدر العصر المسيحي، وكانت أبرشية فيران قبل بناء الدير تابعة لأبرشية البتراء.
كانت هناك حضارات مزدهرة في سيناء خلال فترات التاريخ القديم، فكانت سيناء بمثابة منجم المعادن الذي مد حضارة مصر القديمة بما تحتاجه، ولم تكن تلك صحراء خالية من العمران. كما اتضح وجود صلات وثيقة بين سيناء ووادي النيل طوال تلك الفترة، ولم يكن هناك انفصال تاريخي بينهما، ويدل علي ذلك تلك الآثار المصرية الموجودة علي أرض سيناء.
وإذا ما انتقلنا إلي العصر الإسلامي نجد أن القائد الإسلامي عمرو بن العاص حينما قدم إلي مصر لفتحها قد سلك طريق حورس في شمال سيناء، فاستولي علي العريش، وتقدمت قواته ففتحت بولوزيوم أو الفرما، وبعدها تقدم إلي بلبيس التي كانت نقطة مهمة علي الطريق الذي يقطع سيناء إلي الشام.

## تاريخ سيناء في العصور الإسلامية

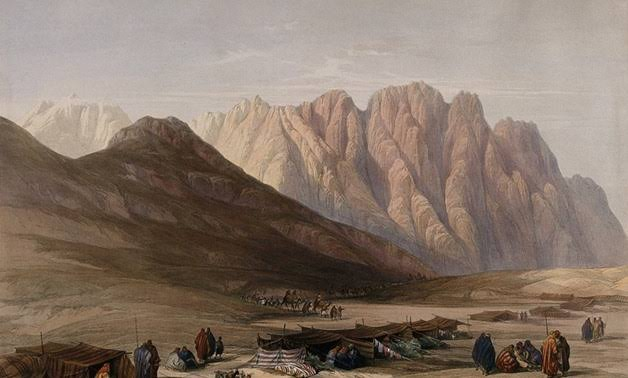

كان الفتح الإسلامي مشجعا لبعض العناصر البدوية في شبه جزيرة العرب للنزوح إلي سيناء والاستقرار بها مما شجع علي انتشار الإسلام بين سكانها، وقد اعتبرتها بعض هذه العناصر نقطة وثوب إلي شمال أفريقيا فاستقر بعضها بمصر بينما نزح البعض الآخر إلي بلاد المغرب. فكانت سيناء أحد أهم المعابر البشرية خلال القرون الأولي من الفتح الإسلامي. وهذه الهجرات التي عبرت سيناء منذ الفتح الإسلامي أخذت تزداد علي سيناء خلال العصرين الأموي والعباسي، ثم أخذت تقل بشكل ملحوظ منذ عصر الطولونيين، نتيجة انهيار النفوذ العربي خلال العصر العباسي الثاني، وتزايد نفوذ عناصر أخرى كالفرس والأتراك.
وخلال فترة الحروب الصليبية تعرضت سيناء لمحاولة الغزو من قبل الصليبين، حيث قام بلدوين الأول حاكم بيت المقدس الصليبي بالتوغل في وادي عربة للسيطرة علي المنطقة الواقعة جنوبي البحر الميت، ثم شيد سنة 1115م حصن الشوبك ليكون مركزاً يمكن للصليبيين من السيطرة علي وادي عربة بأكمله، وفي العام التالي (سنة 1116) خرج بلدوين في حملة أخرى، وسار حتى أيلة علي ساحل خليج، وشيد في أيلة قلعة حصينة ليستطيع التحكم في الطريق البري للقوافل بين مصر والشام.
وتمكن بلدوين من تشييد قلعة في جزيرة فرعون الواقعة في مواجهة أيلة في خليج العقبة. وبذلك تمكن الصليبيون من الإشراف علي شبه جزيرة سيناء التي أخذت تحرك في قلوبهم ذكريات ومشاعر دينية عزيزة عليهم، لكن على الرغم من ذلك فإن رهبان دير سانت كاترين رفضوا استضافة بلدوين خشية انتقام الفاطميين في القاهرة، مما جعل بلدوين ينصرف عائدا إلي بيت المقدس.
واستمر بلدوين في استراتيجيته الرامية إلي السيطرة علي شبه جزيرة سيناء الطرق المؤدية إليها، فبني قلعة وادي موسى في عام 1117م، وفي العام التالي خرج بلدوين بحملة عبر الطريق الشمالي الذي يمر بشمال سيناء، ووصل إلي الفرما حيث أحرقها، وفي أثناء عودته أصيب بمرض، نتيجة تناوله لوجبة من السمك أدي إلي وفاته، وحمل جثمانه إلي بيت المقدس ليدفن بها.
وقد تعرضت العريش لهجوم الصليبيين في عام 577هـ/ 1181م وقطعت أشجار نخيل سيناء وحمل الصليبيون جذوعها إلي بلادهم لاستخدامها في صناعة السفن المعروفة بـ«الجلاب» التي تصنع من جذوع النخيل، وذلك ضمن خطة رينالد دي شاتيون حاكم حصن الكرك الصليبي للسيطرة علي البحر الأحمر. إلا أن خطة أرناط في السيطرة علي سيناء والبحر الأحمر قد فشلت نتيجة الجهود التي قام بها الأيوبيون، وخاصة صلاح الدين الأيوبي في وقف حملات رينالد في البحر الأحمر والتي وصلت حتى عدن، وإسطول حسام الدين لؤلؤ، الذي دمر الإسطول الصليبي.
ومن الملاحظ أنه خلال تلك الفترة ازدياد عمليات تهرب القوافل من دفع الرسوم والعوايد مستغلة الاضطراب الناتج عن الوجود الصليبي في الشام، فكانت تلك القوافل تستخدم طرق التجارة بين مصر والشام غير المطروقة كالطريق «المدرية» ومعناه الطين اليابس، وسمي بهذا الاسم لقربه من النيل، كما استخدموا الطرق «البدرية أو الفوقانية» بعيدا عن الطريق الشمالي المعتاد هروباً من تهديد الصليبين، وكانت القوافل تقطع هذا الطريق في ثمانية أيام، كما كان هناك الطريق «البرية» الذي قطعه صلاح الدين الأيوبي أثناء هزيمة تل الصافية عام 573هـ/1177م.
وقد امتاز العصر الأيوبي بالاهتمام الملحوظ بتعمير سيناء نظرا لظروف الحروب الصليبية التي كانت تملي عليهم ضرورة تجديد القلاع والموانئ خوفا من هذا الخطر القريب، فقد قام صلاح الدين الأيوبي بتعمير وإصلاح ميناء الطور عام 580هـ/1184م، فعمر المراكب والميناء، وبدأت تصله المراكب المحملة بالبضائع من اليمن، وهجر أصحاب المراكب مينائي عيذاب والقصير، وقد تبع ذلك أن صارت الغلال ترسل إلي الحجاز بصورة دورية ومنتظمة، وشجع ذلك حركة التجارة في البحر الأحمر (). وكان صلاح الدين الأيوبي قد تمكن من انتزاع ميناء إيلات من أيدي الصليبين في عام 566هـ/1170م، ومن ثم صار البحر الأحمر تحت سيطرته. كما قام الصالح نجم الدين أيوب في نهاية العصر الأيوبي ببناء بلدة الصالحية في «أرض السباخ» (امتداد سبخة البردويل) عام 644هـ/ 1246م لتكون محطة علي الطريق الموصل إلي الشام.
وتغير مركز سيناء ابتداء من القرن الرابع عشر الميلادي، فقد رأيناها منذ الفتح الإسلامي مجرد قنطرة تعبرها القبائل المختلفة من بلاد الحجاز والشام في طريقها إلي وادي النيل، لكنها منذ ذلك التاريخ صارت منطقة تلجأ إليها القبائل، بعد أن توقف تقريباً سيل الهجرات العربية إلي مصر في عصر المماليك، حيث تم عزل العناصر العربية سياسياً ولم يعد هناك ما يدعو الحكام الجدد أن يستعينوا بالقبائل العربية في الحكم حتي يشجعوا هجرتها إلي مصر.
ويعد العصر المملوكي بداية لمرحلة من الاستقرار في شبه جزيرة سيناء نتيجة لتوقف موجات الهجرة العربية، والاهتمام الملحوظ بطريق الحج إلي مكة والمدينة، فقد قام السلطان بيبرس البندقداري (658 – 676 هـ / 1260 – 1277م) بتمهيد طريق العقبة بعد فتح أيلة، فصار طريق السويس العقبة هو طريق الحج المصري (). كما أمنوا الطريق إلي الشام من غارات العربان لتأمين طريق البريد بين مصر والشام.
وقد نمت العريش في العصر المملوكي، فقال عنها القلقشندي أنها «مدينة ذات جامعين مفترق (أي أنهما بعيدين عن بعضهما البعض) وثمار وفواكه»، لكن أصابها التدهور في نهاية العصر المملوكي، حيث يذكر النابلسي خلال رحلته إلي مصر في تلك الفترة بأن العريش فيها «قلعة وزاوية، وبعض دور فناها خاوية». إلا أن السلطان المملوكي قانصوة الغوري (906 ـ 922هـ / 1501 ـ 1516م) قد اهتم بإنشاء القلاع في سيناء نظراً للأخطار التي كانت تحدق بدولته من ناحية الشرق وخاصة الخطر العثماني، ومن ثم انشأ قلعة نخل علي طريق الحج المصري وقلعة البغلة، ونقب العقبة.
وكان اهتمام الدولة المملوكية بسيناء يهدف إلي تأمين حدود مصر الشرقية من الأخطار المحدقة بها ناحية الشرق، والتي كانت تتمثل حينذاك في بقايا الوجود الصليبي، بالإضافة إلي الخطر المغولي، كما حاولت من وراء إنشاء القلاع وترميمها علي طريق الحج أن تظهر بمظهر الدولة التي تؤمن لرعاياها المسلمين آداء فريضتهم الدينية، حيث أن مثل هذا العمل يظهر السلاطين في عيون رعاياهم بمظهر ديني يليق بالألقاب التي اتخذها بعضهم كلقب «خادم الحرمين الشريفين».

## تاريخ سيناء في العصر العثمانى
وتنهار دولة المماليك علي يد السلطان العثماني سليم الأول (1512 ـ1520) في عام 1517م، التي دخلت قواته مصر عبر سيناء، فأولي المنشآت العسكرية في سيناء أهمية خاصة لأهميتها الاستراتيجية، فبني قلعة العريش، ورمم قلعة نخل. ومرت سيناء خلال العصر العثماني بفترة من الهدوء، وإن كانت تقطعها بعض فترات الجفاف الذي كان يلجأ بسببه العربان إلي نهب القوافل وتهريب البضائع. لكن علي أية حال فقد راجت حركة التجارة بين مصر والشام، ولاشك أن هذا الرواج كان له أثره علي سكان سيناء الذين يقومون بنقل التجارة بين البلدين، حيث كان الطريق البري هو الطريق المفضل لنقل البضائع لرخص تكلفته من ناحية وسهولته من ناحية أخرى. فكان لاستخدام الطريق البري بين مصر والشام عدة نتائج علي سيناء، أهمها زيادة الاعتماد علي جمال عربان سيناء مما كان يحقق دخلاً للعربان القائمين بحركة النقل في سيناء، اهتمام الدولة بهذا الطريق وتأمينه مما كان يحقق أمن المسافرين والتجار. وكان طريق القوافل بين مصر والشام في العصر العثماني يبدأ من بركة الحاج فالخانقاه، فبلبيس، فغابة القرين، فالصالحية، فقطية، فالعريش، فخان يونس، فغزة.

## تاريخ سيناء في عهد الحملة الفرنسية
الحملة الفرنسية على مصر عام 1798 بقيادة نابليون بونابرت حدا فاصلاً في تاريخ مصر الحديث، لكن من المؤكد أن تلك الحملة تركت أثرها الواضح علي وضع مصر في بؤرالاهتمام الأوربية، كما كان لها آثارها علي المجتمع المصري.
وما يهمنا هو وضع سيناء خلال السنوات القلائل التي قضتها تلك الحملة في مصر، تلك المعارك التي وقعت علي أرض سيناء بين القوات العثمانية والفرنسية، ومدي التأثير الذي تركته عليها. كانت بداية الاتصال بين الحملة وسيناء في إطار الأطماع التوسعية لنابليون عقب دخوله مصر، فقد كان يطمح في فتح الشام، ومن ثم كان لابد من استطلاع مناطق الحدود مع الشام، فأرسل الجنرال لوجرانج Lagrange في 23 ديسمبر 1798 لاستطلاع ساحل سيناء الواقع علي البحر المتوسط، كما أمره بإنشاء نقطة حصينة في قطية بالقرب من الحدود الشامية، لكن علي ما يبدو أن لوجرانج تعرض لغارات من قبل العربان في سيناء، لكن رغم هذه الغارات والمطر الشديد الذي واجهه هذا الجنرال فقد أتم ما أمره به قائده علي أكمل وجه، وأبلغ بونابرت في 17 يناير 1799 أنه تم بناء النقطة الحصينة في قطية، فجعلها نابليون محطة عسكرية ونقطة تجمع واستراحة لقواته.
وخلال الاستعدادات الفرنسية للحملة علي سوريا بحثوا عن الجمال اللازمة لحمل المؤن والذخائر، واستطاعوا الحصول علي عدد كبير من الجمال كما قاموا بجمع عدد كبير من الحمير والبغال من القاهرة والمناطق المحيطة بها.
وعلي الجانب الآخر كانت التقارير تصل إلي بونابرت، حول تحركات جيوش المماليك الذين فروا إلي الشام والعثمانيين، وتجمعهم بشكل متزايد في العريش، داخل الحدود المصرية، حيث كان أحمد باشا الجزار يستعد للهجوم علي القوات الفرنسية في مصر.
ووصل عدد كبير من فرقة الجنرال رينيه Reynier إلي قطية في الأيام الأولي من شهر فبراير 1799، ثم غادرها في 11 فبراير متوجها إلي العريش بهدف الاستيلاء عليها بناء علي أوامر من بونابرت، كما وصل كليبر بفرقته في اليوم نفسه حيث تولي قيادة القوات الفرنسية المتجهة إلي العريش، وبعد يومين ونصف وصلت تلك القوات إلي المساعيد التي تبعد عن العريش بمسافة خمسة أميال ونصف الميل.
واستولت الدهشة علي رينيه عند وصوله أمام العريش بعد زحف شاق في 8 فبراير 1799، لأنه لم يجد معسكرا كبيرا للعدو فحسب، بل وجد حصنا منيعا (قلعة العريش)، وكان هذا المعسكر يتألف من 600 فارس من العرب والترك والمماليك، ونحو 1200 من المشاة الألبانيين الذين أرسلهم الجزار، أما الحصن (القلعة) فيقع شمال غرب العريش، فهو بناء حجري مربع يقوم علي أبراج مثمنة أسواره ترتفع 30 قدما، كما كانت الممرات داخل المدينة محاطة بالبيوت الصغيرة، التي زادت من صعوبات رينيه.
وكانت بيوت العريش مبنية بالطوب النيئ ذات أسوار عالية، وشوارعها عريضة ومستقيمة، لكن في الحي القديم للمدينة كانت المسافات بين البيوت صغيرة والشوارع ضيقة، وهذا الوضع شكل عقبة كؤود أمام القوات الفرنسية، وأي قوة تحاول الاستيلاء علي العريش عن طريق المغامرة في الدخول إلي داخل المدينة بشوارعها الضيقة، فإنها ستتكبد خسائر فادحة، وحينما وصل بونابرت إلي العريش في 17 يناير 1799 وجد المدينة لم تسقط بعد في أيدي قواته، فلم يحسب نابليون حسابا للمسافة الصحراوية الطويلة التي سيقطعها في صحراء سيناء، حتى أن عددا من جنود كليبر «أقدموا علي الانتحار» بسبب ما لاقوه من طول المسافة ووعورتها حتى العريش.
وكان أول عمل قام به رينيه هو الاستيلاء علي العريش التي دافع عنها أهلها، لكن مصيرهم كان حد السيف أو السنكي، ثم وصلت قوات كليبر إلي العريش في 14 يناير 1799 فانضمت قواته إلي قوات رينيه، وعانت قوات رينيه من الجوع لأن العريش لم يكن لديها من الأقوات ما يمكن أن تقدمه للفرنسيين، فهي لم تتعد في ذلك الوقت كونها بلدة صغيرة تقع بين البحر والصحراء، لكن رغم هذا حاصر رينيه وكليبر الحصن وكان الأمل ضعيفا في تسليمه قبل أن يصل المدد من الجنود والمدفعية، وفي ليلة 14 ـ 15 فبراير 1799، قاد رينيه أربع كتائب في هجوم مباغت علي المعسكر العثماني الذي كان تعداد قواته حوالي 1800 جندي ()، وتمكن من مباغتة الجنود العثمانيين النيام فقتلوهم بالسلاح الأبيض، وكانوا يقتلون كل من يجدونه حتى وصل عدد القتلى ما بين 400 ـ 500 من المماليك وعدد من الكشاف، وأسر حوالي 900 رجل، بينما لم يفقد الفرنسيون سوي ثلاثة رجال.
وفي 18 فبراير 1799 وافق قائد الحصن إبراهيم نظام بك علي تسليمه شريطة أن يسمح له وللحامية بمغادرة الحصن بسلاحهم، لكن رفض بونابرت هذا الشرط واقترح عليه تسليم الحصن أولاً بعدها سيعطيهم سلاحهم ومتاعهم معززين مكرمين، بل وينقلهم إلي مصر حيث يمكنهم ركوب البحر لأي بلد شاءوا، لكن القائد العثماني رفض هذا العرض لأنه يعلم تمام العلم أن مصر محاصرة، ولما يأس نابليون من طول المفاوضات، والحصار الذي طال أمده، قرر ضرب المدافع بشكل متواصل وبكثافة علي الحصن، فأحدثت ثغرة صغيرة في الأسوار، ثم تسلل بعض الجنود الفرنسيين إلي أحد أبراج الحصن لكن بلغت خسائر الفرنسيين في ذلك اليوم حوالي 21 من رجال المدفعية و17 من رجال البنادق، و350 من المشاة لكن في اليوم التالي اضطرت القوات المحاصرة إلي التسليم، بعد خروجهم حملوا الكثير منهم علي الانضمام إلي الجيش الفرنسي، ووجد الفرنسيون في الحصن من المؤن ما يسد جوعهم.
وجاءت الأنباء إلي القاهرة تفيد باستيلاء الفرنسيين علي قلعة العريش، و«طاف رجل من أتباع الشرطة، ينادي في الأسواق أن الفرنساوية ملكوا قلعة العريش وأسروا عدة من المماليك، وفي غدا يعملون شنكا ويضربون مدافع، فإذا سمعتم ذلك فلا تفزعوا».
وغادر جيش نابليون العريش في 12 فبراير ووصل الشيخ زويد بعد مسيرة يومين، حيث قادهم دليلهم من العربان إلي طريق أبعد إلي الجنوب من الطريق الشمالي المعتاد، وربما كان ذلك عن عمد بهدف توريطهم في الرمال، حيث كانوا غير مستريحين للسير علي الكثبان الرملية، ولم يلاقوا بأية مقاومة من الجيش العثماني طوال هذه المسافة، حتى وصلوا إلي عكا وهناك توقفت جيوش نابليون لتضرب حصارا علي المدينة، وتفشل في اقتحامها نتيجة لبسالة وشجاعة وجبروت الجنود الفلسطينين ولمناعة الأسوار من ناحية، والإمدادات التي يتلقاها الجزار من الأسطول البريطاني في البحر المتوسط.
وعاد نابليون وجنوده ثانية بعد فشل حصار عكا إلي العريش في 2 يونيو، وفشل مشروعه التوسعي، الذي كان يهدف من وراءه علي حد تعبير جارفس Jarvis إسقاط القسطنطينية. ولم تكن خسارته في يافا وعكا كبيرة، لكن تحطمت معنويات جنده بسبب موت الكثير منهم بسبب الطاعون، وفي 3 يونيو 1799 غادر نابليون العريش إلي القاهرة تاركا حامية لقلعة العريش قوامها 500 جندي.
واستعدت القوات العثمانية للزحف برا علي مصر بعد فشل حملتها علي أبي قير، ولما كان موقف الحملة في مصر قد بدأ يتأزم نتيجة عدم وجود حماية بحرية بعد تحطيم أسطولهم في معركة أبي قير البحرية، ونتيجة للثورات الشعبية المصرية التي باتت تواجهها الحملة بين الفينة والأخرى، مما اضطر كليبر إلي عقد مفاوضات مع سيدني سميث للتوصل إلي طريقة ما تضمن له ولقواته الرجوع إلي فرنسا بسلام، فتم توقيع معاهدة العريش الأولي في 3 ديسمبر 1799. ولم تدم هذه المعاهدة طويلاً، حيث خرق العثمانيون هذه المعاهدة باجتياحهم للعريش في30 ديسمبر من العام نفسه.
وبعد مفاوضات بين الجانبين الفرنسي والعثماني تم التوقيع علي معاهدة العريش في 24 يناير 1800 وقعها عن الجانب العثماني مصطفي رشيد أفندي الدفتردار، ومصطفي راسخ أفندي رئيس الكتاب نيابة عن الصدر الأعظم، وعن القائد العام للجيش الفرنسي كل من الجنرال ديزيه والمسيو بوسليج Poussielgue، ولم يوقع عليها أحد من الحكومة الإنجليزية.
وبذلك انتهت أحداث الحملة الفرنسية علي مصر وكانت سيناء خلالها مسرحا لأحداث ذلك الصراع الفرنسي العثماني في مصر. حيث تعرضت العريش للتدمير بمدافع القوات الفرنسية، كما قتل الكثير من أهلها نتيجة استبسالهم في الدفاع عن أرضهم، فكانوا بهذا الاستبسال مثار إعجاب القوات الفرنسية نفسها.

## تاريخ سيناء خلال القرن التاسع عشر
بدأت مصر مع بداية القرن التاسع عشر أحداثا جديدة مع تولي محمد علي حكم مصر عام 1805، وكان أهمها إنشائه لمحافظة العريش عام 1810 ضمن التشكيلات الإدارية التي وضعها في هذا العام، والتي كانت تمثل أول شكل إداري منظم في سيناء في العصر الحديث، ولها اختصاصات وحدود إدارية، ووضع تحت تصرف محافظ العريش قوة عسكرية لحماية حدود مصر الشرقية، وقوة نظامية لحماية الأمن داخل المدينة. كما أنشأت نقطة جمركية ونقطة للحجر الصحي (كورنتينة) بالعريش. أما الطور فقد كانت تابعة إدارياً لمحافظة السويس، بينما أدخلت نخل ضمن إدارة القلاع الحجازية التي كانت تتبع قلم الروزنامة بالمالية المصرية.
وفي عام 1831 سير محمد علي جيشا بريا وآخر بحريا بقيادة ابنه الأكبر إبراهيم باشا إلي الشام، وقد تألف هذا الجيش من 24 ألفا من المشاة و 80 مدفعا، واتخذ الجيش البري طريق العريش، وقام إبراهيم باشا بالعديد من الإصلاحات في سيناء بهدف خدمة قواته، فرمم بئر قطية وبئر العبد وبئر الشيخ زويد، كما حركة البريد إلي غزة، وجعل له محطات في بلبيس وقطية وبير العبد وبير المزار والعريش والشيخ زويد وخان يونس وغزة، كما وضع حراسة علي آبار المياه علي طول طريق العريش.
وعند رجوع إبراهيم باشا من حملته علي الشام عام 1831 ثار عليه عربان السواركة والترابين فخربوا محطات البريد في الشيخ زويد وبير المزار، فاضطر إبراهيم إلي قتالهم، ووقعت معركة بين قواته وقوات الترابين والسواركة عند وادي غزة، فانهزمت قوات العربان وفروا إلي بئر السبع. وربما تكون الأسباب الحقيقية لتمرد هؤلاء العربان في سياسة محمد علي ذاتها، حيث كان يريد إخضاع هؤلاء القبائل لسلطته، حتى يوطد الأمن علي الطريق المؤدي إلي الشام، خاصة وأنهم كانوا دائمي السلب والنهب للقوافل والتجار الذين يرتادون هذا الطريق.
وفي عام 1834 جهز محمد علي باشا قوة من عربان أولاد علي بقيادة أحمد المقرحي شيخ القبيلة، والشيخ هنداوي شيخ قبيلة الجميعات لوضع حد لعصيان عربان غزة، فألحقت هذه القوات هزيمة ساحقة بعربان غزة، ونهبت بيوتهم وماشيتهم، وقد منح محمد علي كل فرد من القبائل التي شاركت في الحملة 500 قرش مكافأة له علي هذا النصر الحاسم علي عربان غزة.
وعلي أية حال، فقد كانت طموحات محمد علي خاصة بعد الانتصارات التي حققها إبراهيم باشا علي الجيوش العثمانية في شمال الشام وآسيا الصغري، سببا في إثارة ما سمي بالمسألة الشرقية، وعقدت الدول الأربع وهي بريطانيا وروسيا وبروسيا والنمسا بمشاركة الدولة العثمانية مؤتمرا في لندن في 15 يوليو 1840 تعهدت بمقتضاه الدول الأربع بمساعدة السلطان علي إخضاع محمد علي، وبموجب هذه المعاهدة يمنح محمد علي ولاية مصر وعكا طيلة حياته، وأن يكون لمصر حق الاستقلال الداخلي بقيود تربطها بالدولة العثمانية كالجزية وعدم تمثيل مصر في الخارج، وتحديد عدد الجيش إلي غير ذلك، ومنح محمد علي مهلة للموافقة علي المعاهدة، ولم يكن أمامه بد من التسليم بها، خاصة بعد أن تخلت عنه فرنسا، ثم أرسل السلطان إلي محمد علي فرماناً في 13 فبراير 1841 تقرر فيه إعطاؤه وأسرته حكومة مصر وراثية علي أن يختار الباب العالي نفسه من يتقلد منصب الولاية من أبناء محمد علي الذكور، ومن ثم صار إعطاء مصر وتقرير الحكم الوراثي بهذا الشكل منحة من السلطان العثماني.
وبموجب معاهدة لندن 1840 وفرمان 1841 باتت دولة محمد علي محصورة داخل حدود مصر التي حددها الفرمان من رفح حتى الوجه علي الساحل الشرقي للبحر الأحمر وفقا للخريطة مرفقة به والتي لم يعثر عليها حتى الآن، كما أعطي الفرمان لمحمد علي بعض النقاط الإستراتيجية علي الساحل الشرقي لخليج العقبة وهي، العقبة وضبا والمويلح الوجه.
وخلال فترة حكم عباس الأول (1848 – 1854) لاقت سيناء منه اهتماما من نوع جديد، حيث كان ينوي أن يجعلها مصيفا ومزارا سياحيا، فبني بالقرب من الطور حماما كبريتياً، كما مهد الطريق من دير سانت كاترين إلي قمة جبل موسى لجذب السياحة إلي المنطقة المقدسة، وشرع في بناء قصر علي جبل «طلعة» غربي جبل موسى، ومد طريق العربات من مدينة الطور إلي القصر، لكن لم يقدر لهذه الأعمال أن تنفذ، حيث عاجلته المنية قبل أن يتمها. وفي فترة حكم خلفه محمد سعيد (1854 - 1863) أقام في سيناء نقطة للحجر الصحي في الطور، بهدف التأكد من سلامة الحجاج.
وخلال فترة حكم الخديوي إسماعيل (1863 – 1879) حدثت عدة أحداث متصلة بسيناء، منها زيارات العديد من الرحالة إلي سيناء وكان أهمهم البرفيسور بالمر Palmer حيث أرسلته بريطانيا عام 1868 علي رأس لجنة علمية للتنقيب في منطقة الطور ورسم خريطة لسيناء. لكن كان أهم تلك الأحداث التي أثرت علي سيناء خلال تلك الفترة هو افتتاح قناة السويس للملاحة عام 1869، التي كان لإنشائها آثارا هامة علي مجتمع سيناء كما سنري في الفصول القادمة. وكان من نتائج إقامة هذا الممر الملاحي المهم أن أنشأت عددا من المدن علي ضفتي القناة، فقد أنشئت الإسماعيلية في منتصف القناة تقريبا، كما أنشأت مدينة جديدة علي طريق العريش، وهي مدينة القنطرة.
لقد كانت سيناء تمثل منطقة إستراتيجية مهمة بالنسبة لمصر،ومسرحاً حيوياً للتلاقي والتصادم الحضاري بين الشرق الآسيوي والإفريقي وممراً هاماً لأحداث وهجرات مهمة غيرت وجه التاريخ بالمنطقة.
فقد دخل من خلالها الغزاة إلي مصر، كما كانت مسرحاً لمعارك كبري كتلك التي حدثت بين الصليبيين والأيوبيين، وبين الفرنسيين والعثمانيين، لكن علي أي الأحوال لم يكن سكان سيناء طرفاً في تلك الصراعات. كما أن موقف سكان سيناء من محمد علي كان موقفا معاديا، نظرا لاستخدامه أسلوب الشدة والقوة العسكرية ضد أي تمرد أو عصيان لأوامره. كما أن عمليات الإصلاح أو التجديد في منشآت ومباني شبه جزيرة سيناء طوال تلك الفترة لم تكن إلا لأغراض إستراتيجية وعسكرية بحتة.

## العدوان الثلاثيوحرب أكتوبر

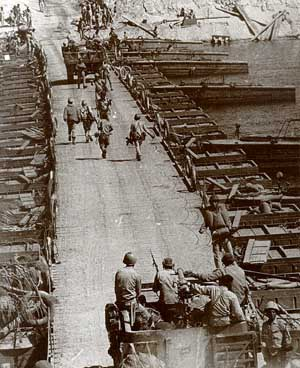
عبور القناة قي حرب أكتوبر

قامت كل من إسرائيل وفرنسا وإنجلترا بعمل هجوم منظم علي مصر فيما يسمي بالعدوان الثلاثي علي مصر وقد قامت المقاومة الشعبية باعمال بطوليه لصد الفرنجا والإنجليز اما إسرائيل فأخذت سيناء بالكامل ولكن صدر قرارمن مجلس الأمن آنذاك برد جميع الأرض المحتلة الي مصروعدم شرعية الهجوم علي مصر
قامت إسرائيل في 5 يونيو 1967 م بشن هجوم على مصر وسوريا والأردن واحتلت سيناء والجولان والضفة الغربية للأردن·
واستطاع جيش مصر برغم فداحة الخسارة أن يعبر هذه المحنة في صموده أمام القوات الإسرائيلية ودخوله حرب الاستنزاف، وفي ذلك الوقت توفى «جمال عبد الناصر» في سبتمبر 1970.
تولى محمد أنور السادات الحكم بعد جمال عبد الناصر، عمل على تسوية مشاكل الدولة الداخلية وإعداد مصر لخوض حرب لتحرير سيناء. في 6 أكتوبر 1973 في تمام الثانية ظهراً، نفذت القوات المسلحة المصرية والقوات المسلحة العربية السورية هجوماً على القوات الإسرائيلية في كل من شبه جزيرة سيناء والجولان. بدأت الحرب على الجبهة المصرية بالضربة الجوية التي شنتها القوات الجوية المصرية ضد القوات الإسرائيلية، وعبرت القوات المصرية إلى الضفة الشرقية ورفعت العلم المصري.
الرئيس أنور السادات دخل في تسوية النزاع العربي الإسرائيلي لإيجاد فرصة سلام دائم في منطقة الشرق الأوسط، فوافق على معاهدة السلام التي قدمتها إسرائيل (كامب ديفيد) في 26 مارس 1979 بمشاركة الولايات المتحدة بعد أن مهدت زيارة الرئيس السادات لإسرائيل في 1977، وانسحبت إسرائيل من شبه جزيرة سيناء تماما في 25 أبريل 1982 بانسحابها مع الاحتفاظ بشريط طابا الحدودي واسترجعت الحكومة المصرية هذا الشريط فيما بعد، بناء على التحكيم الذي تم في محكمة العدل الدولية فيما بعد·